# Dick Hickock
Richard „Dick“ Eugene Hickock (* 6. Juni 1931 in Kansas City, Kansas; † 14. April 1965 in Lansing, Kansas) war einer der beiden Ex-Häftlinge, die am 15. November 1959 eine Farmerfamilie in Kansas ermordeten. Dieses Verbrechen wurde weltberühmt durch Truman Capote, der über die Tat den Tatsachenroman Kaltblütig schrieb.

## Leben
Hickock wurde in Kansas City geboren und wuchs auf einer Farm auf. Seine Familie wurde als stabil und anständig beschrieben. Nach der High School arbeitete er für die Santa-Fe-Eisenbahn und heiratete Carol Bryan. Zusammen hatten sie drei Söhne. Um mehr Geld für seine Familie zu verdienen, fing er an als Mechaniker zu arbeiten; jedoch musste er diese Arbeit nach einem Unfall 1950, der seinen Kiefer zerschmetterte und ihn entstellte, aufgeben. Noch während seiner Ehe schwängerte er ein Mädchen namens Margaret Edna, woraufhin seine Frau sich von ihm scheiden ließ. Wegen seiner Arbeitslosigkeit fing Hickock mit Fälschungen und Diebstahl an, wofür er fünf Jahre im Lansing-Gefängnis absaß.
Im Gefängnis lernte er Perry Smith kennen und schloss Freundschaft mit ihm. Ein anderer Mitinsasse namens Floyd Wells erzählte ihnen von der Clutter-Familie, die in Holcomb lebte und eine große Geldsumme in einem Safe im Haus haben sollte. Nach ihrer Freilassung drangen Smith und Hickock am Abend des 15. November 1959 in das Haus der Familie Clutter ein und suchten durch Bedrohung mit Waffen das Geld zu erlangen. Als ihnen gesagt wurde, dass es kein Geld gäbe, fesselten sie alle in unterschiedlichen Zimmern, um sie einzeln befragen zu können. Hickock und Smith töteten die gefesselten Clutters einen nach dem anderen, wobei Smith später angab, allein für die Morde verantwortlich zu sein. Das Verbrechen wurde am nächsten Morgen von Freunden entdeckt. Floyd Wells informierte die Polizei, dass Hickock und Smith bei den Opfern einen Einbruch geplant hatten, und wenig später wurden die beiden in einem gestohlenen Auto in Las Vegas aufgegriffen und zu den Ermittlern um den KBI-Agenten Alvin Dewey nach Kansas überstellt.
Hickock wurde wie Smith des Vierfachmordes schuldig gesprochen und zum Tode verurteilt.
Perry Smith und Dick Hickock wurden am 14. April 1965 im Gefängnis Kansas State Penitentiary in Lansing durch Hängen hingerichtet. Beide wurden auf dem Mount Muncie Cemetery in Lansing bestattet.

## Weiteres
Die Leichen von Perry Smith und Dick Hickock wurden am 19. Dezember 2012 exhumiert. Die Behörden hofften, einen 53 Jahre alten Fall aufzuklären. Am 19. Dezember 1959 war in Osprey (Florida) die Walker-Familie ermordet worden. Die DNS Smiths und Hickocks wurden mit Spermaspuren verglichen, die man in der Hose von Christine Walker gefunden hatte. Im August 2013 erklärte das Sheriff-Büro in Sarasota County, dass die DNS nicht mit der der Exhumierten übereinstimme.

## Darstellung in der Kunst
- Hickock wurde 1967 im Spielfilm Kaltblütig von Scott Wilson dargestellt.
- Hickock wurde 1996 von Anthony Edwards im Fernsehfilm In Cold blood dargestellt.
- Hickock wurde 2005 im Spielfilm Capote von Mark Pellegrino dargestellt.
- Hickock wurde 2006 im Spielfilm Kaltes Blut – Auf den Spuren von Truman Capote (Infamous) von Lee Pace dargestellt.